# Arrigo Ier Colonna
Titre
Comte de Corse
Arrigo Colonna, né aux Xe, descendant direct de Ugo Colonna, serait le VIe et dernier comte de Corse de la branche majeure des Colonna en Corse.
Arrigo fut surnommé il Bel Messere, probablement à cause de sa haute mine, et de son aimable figure. Il est plus couramment connu sous le nom de Arrigo Bel Messer. Il est réputé être le fils ainé de Guido Colonna. Il épouse Ginevra, noble romaine de la famille Torquati. Au mois de mai de l'an mil, lui et ses sept fils sont assassinés, jetant la Corse dans le trouble qui préludera à la naissance de la féodalité.

## Biographie
Il est rappelé de Sardaigne par les Corses et élu comte de Corse. Il était très aimé de son peuple par sa justice et sa gouvernance éclairée.
Un empereur, dont l'histoire ne rappelle pas le nom, l'aurait fait chevalier et, circonstance remarquable, lui confirma la possession de la Corse.
Il aurait été le libérateur de son peuple, lorsqu'il lui eut procuré l'abolition de la "dime des enfants" que Rome exigeait. Il avait envoyé pour cet effet auprès du Saint-Siège l'évêque d'Aléria, dont la capacité lui était connue. Le pape, instruit par les éloquentes représentations du savant prélat, se hâta d'abroger la loi, et dut marquer son indignation contre l'avarice des officiers de la Cour romaine.
Le comte Arrigo eut sept fils et une fille de Ginevra, sa femme, qui appartenait à la famille romaine des Torquati. Il maria sa fille au comte Antonio, fils du comte Forte de Cinarca, descendant du comte Cinarco.
Le comte Forte de Cinarca prétendait que le château de Talaveto avait été bâti dans l'étendue de son domaine et sa juridiction. Les Talaventacci s'opposèrent aux prétentions de Forte, qui porta le procès devant Arrigo, ami (et parent) qu'il le jugeait en qualité de magistrat suprême. Ce prince juste, accompagné de ses enfants, alla sur les lieux pour s'instruire des moyens qu'on mettait en cause.
Les Talaventacci, pressentant que sa décision leur serait défavorable, prévinrent son jugement, et le firent assassiner par un Sarde. Pendant que Forte di Cinarca poursuivait le parricide, ils se saisirent des sept princes, qu'ils noyèrent sous un pont près de Cauro.
Dame Ginevra Torquati, veuve du comte, fit rendre la justice et châtier les Talaventacci pour leurs crimes. Toutefois, elle ne put maintenir l'unité du comté de Corse, nombre de seigneurs revendiquant l'héritage d'Arrigo et voulant lui succéder.
Ainsi, cela serait la cause du morcellement féodal de l'ile ; selon la chronique de Giovanni della Grossa.